# Ocypus olens
El escarabajo errante (Ocypus olens) es una especie de escarabajo perteneciente a la familia Staphylinidae. Fue incluido originalmente en el género Staphylinus en 1764; algunos autores y biólogos todavía utilizan esta clasificación.

## Etimología
El nombre en latín de la especie olens, que significa oler, hace referencia a las dos glándulas apestosas blancas en el extremo de su abdomen. Este escarabajo ha sido asociado con el diablo desde la Edad Media, principalmente en Gran Bretaña, desde 1840. En irlandés, el escarabajo se llama dearga-daol o darbh-daol. En el folclore británico se dice que un escarabajo se ha comido el corazón de la manzana de Eva, y que una persona que aplaste dicho escarabajo es perdonado siete pecados. 

## Distribución y hábitat
Estos escarabajos muy comunes y extendidos están presentes en la mayor parte de Europa y en el norte de África. También se han introducido en América y en partes de Australasia. Prefieren las zonas con condiciones de humedad y se pueden encontrar de abril a octubre en praderas, brezales y páramos, bosques, setos, parques, jardines y rara vez, ciudades. Durante el día suelen permanecer debajo de troncos, piedras u hojarasca.

## Descripción
Es un escarabajo negro de cuerpo largo. Con unos 20-32 mm, es uno de los escarabajos presentes en Reino Unido más grandes. Sus alas anteriores (élitros) son cortas, cubriendo sólo su tórax y exponiendo los segmentos abdominales. La musculatura abdominal es poderosa y los segmentos abdominales están cubiertos de placas esclerotizadas. Es capaz de volar, pero no suele hacerlo. Está cubierto de pelos finos y negros. Como forma de defenderse, tiene el hábito de levantar su largo abdomen y abrir sus mandíbulas, de forma similar a un escorpión cuando se ve amenazado. Aunque no tiene un aguijón, puede dar una dolorosa mordida con sus fuertes mandíbulas en forma de pinza. También emite un olor fétido, como una secreción defensiva, de un par de glándulas blancas al final de su abdomen.
Ejemplar Ocypus Olens en Medio Urbano

## Biología y dieta
Es un depredador principalmente nocturno que se alimenta de invertebrados como gusanos, babosas, arañas, pequeñas polillas y cochinillas, así como carroña. Atrapa a su presa con sus mandíbulas, que también utiliza para cortar y, junto a sus patas delanteras, manipular la comida para crear un bolo. El bolo es masticado y tragado repetidamente, emergiendo cubierto con una secreción marrón del tracto digestivo, hasta que se reduce a un líquido que se digiere. Los restos que suele dejar de sus presas son la piel (en el caso de las lombrices) y los exoesqueletos (de los artrópodos). Las larvas son también carnívoras con hábitos alimenticios similares.

## Reproducción
Ocypus olens se aparea en otoño. Las hembras ponen sus huevos 2 a 3 semanas después del primer apareamiento. Son grandes (de hasta 4 mm) y blancos con una banda más oscura. Los ponen solo en condiciones de humedad bajo el musgo, piedras, heces de vaca, u hojarasca. Después de unos 30 días, los huevos eclosionan y las larvas emergen, blancas y con una cabeza de color pajizo. La larva vive en gran parte bajo tierra, y se alimenta de presas similares a las de ejemplares adultos, teniendo las mandíbulas bien desarrolladas también en esta etapa. Adopta el mismo despliegue con las mandíbulas abiertas y la cola levantada cuando se ve amenazada. La larva pasa por tres estadios, el último de los cuales oscila entre 20 y 26 mm de longitud. Alrededor de los 150 días de edad, la larva empupa durante unos 35 días y emerge como un adulto con su coloración final, completamente formado, excepto por las alas que no se pueden doblar limpiamente debajo del élitro durante varias horas. Los adultos pueden sobrevivir un segundo invierno, algunos hibernando en madrigueras y no emergiendo hasta marzo, mientras que otros permanecen activos.

## Galería

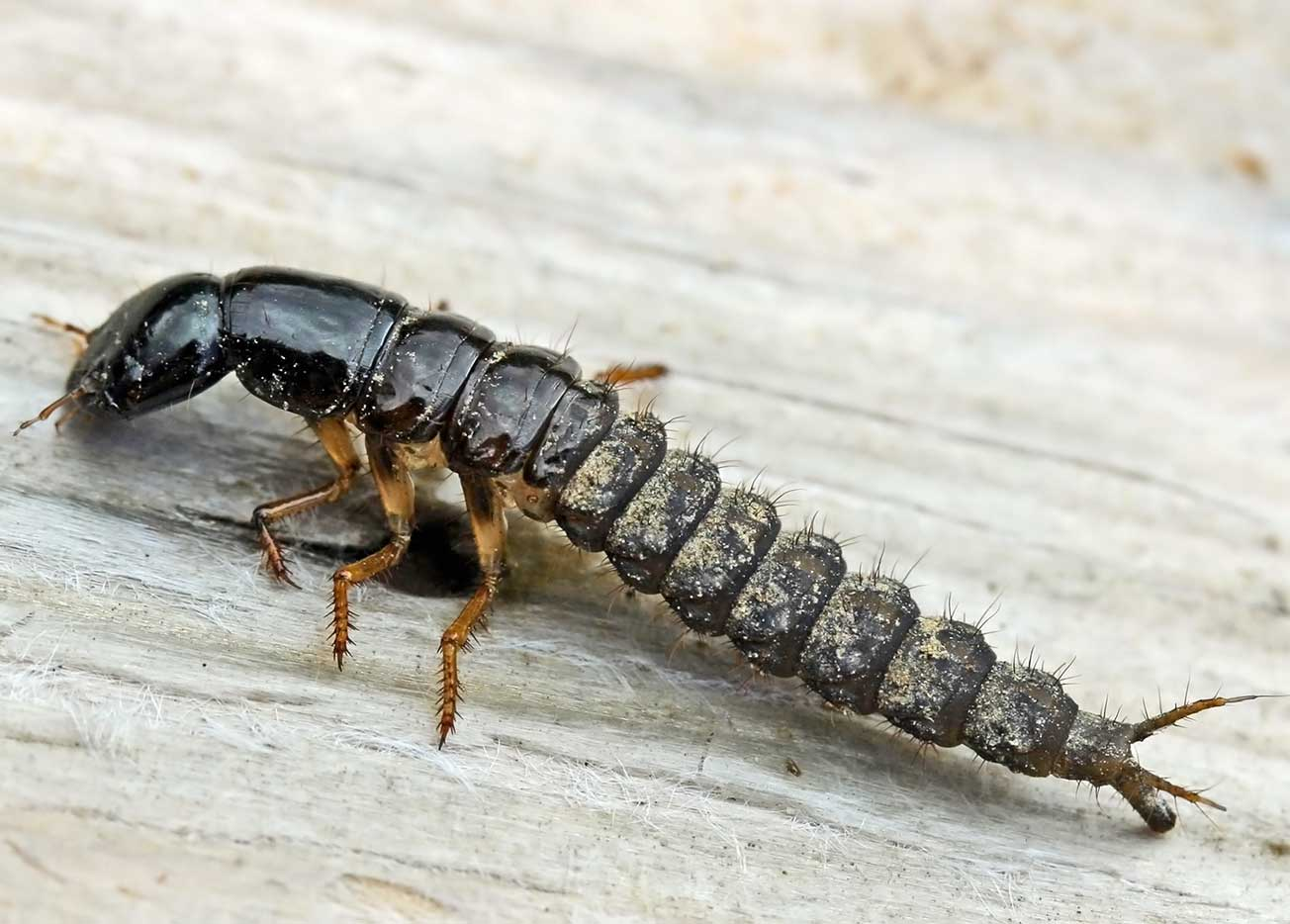
Larva.
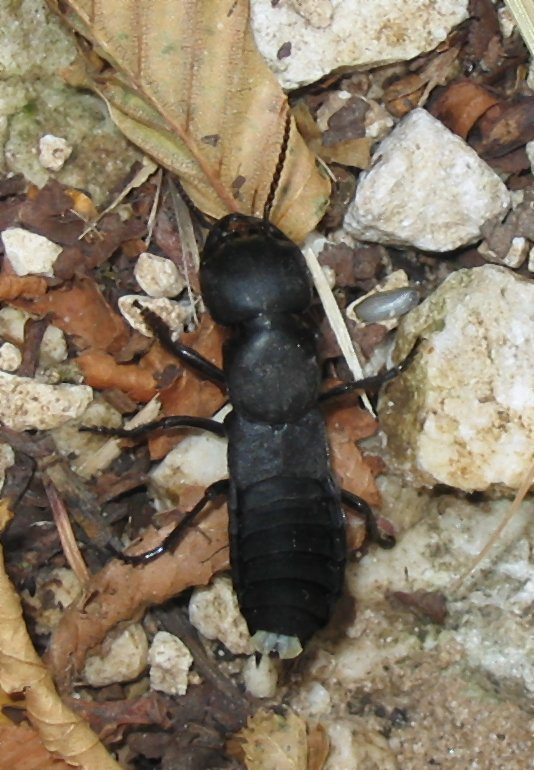
Glándulas olorosas del adulto.
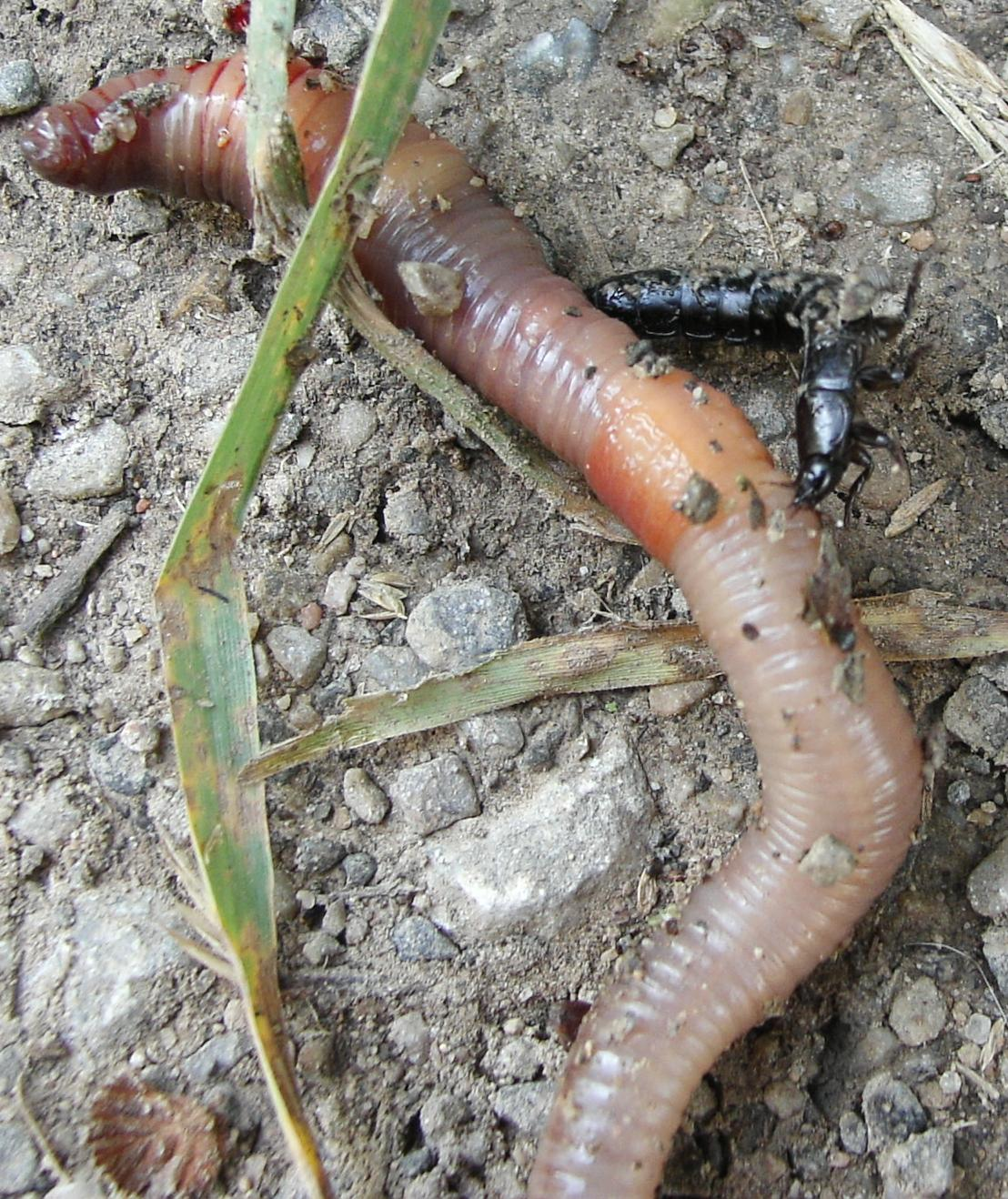
Adulto atacando una lombriz de tierra.
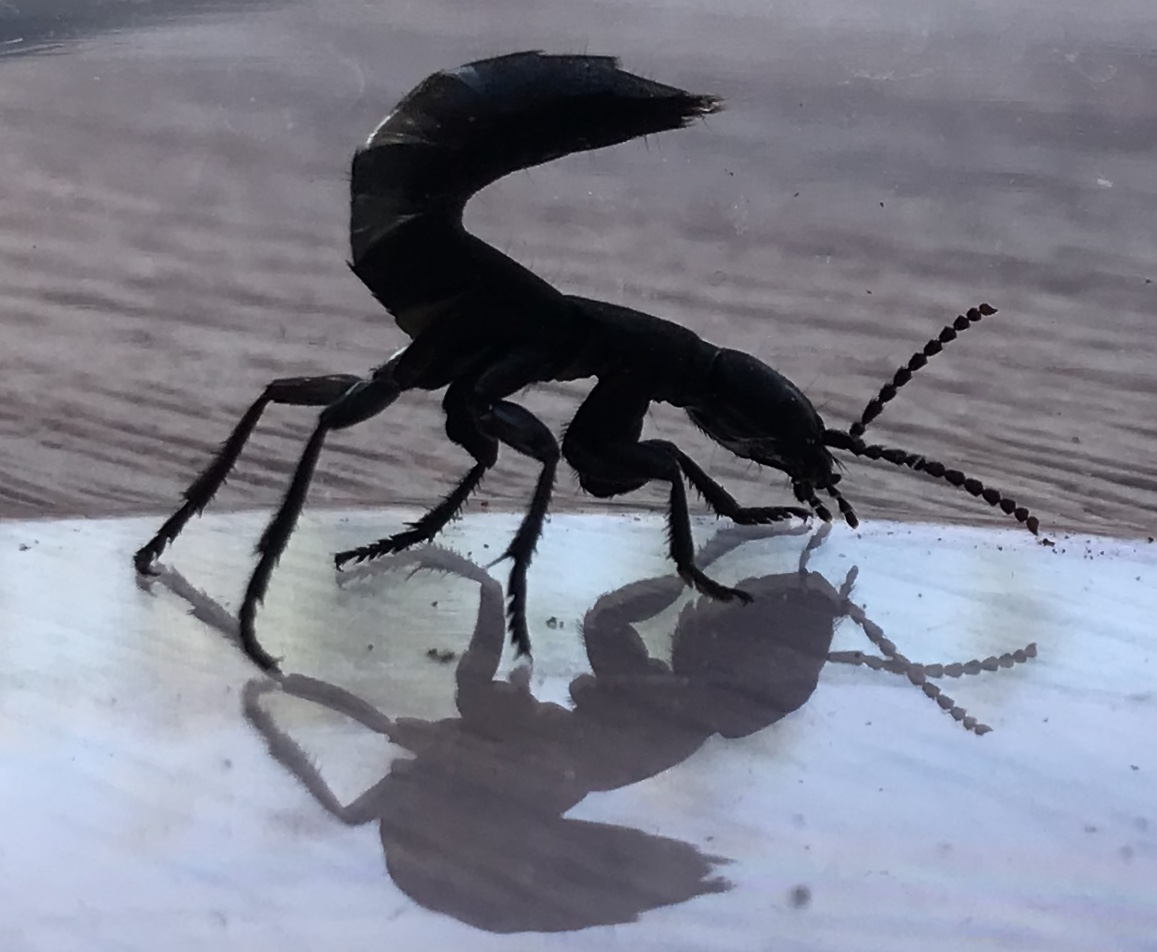
Ocypus olens amenazando.
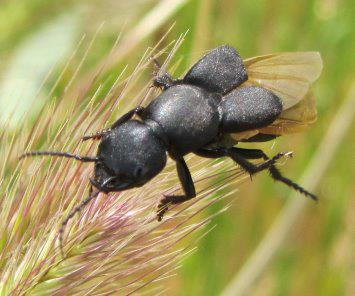
Ejemplar usando sus alas.
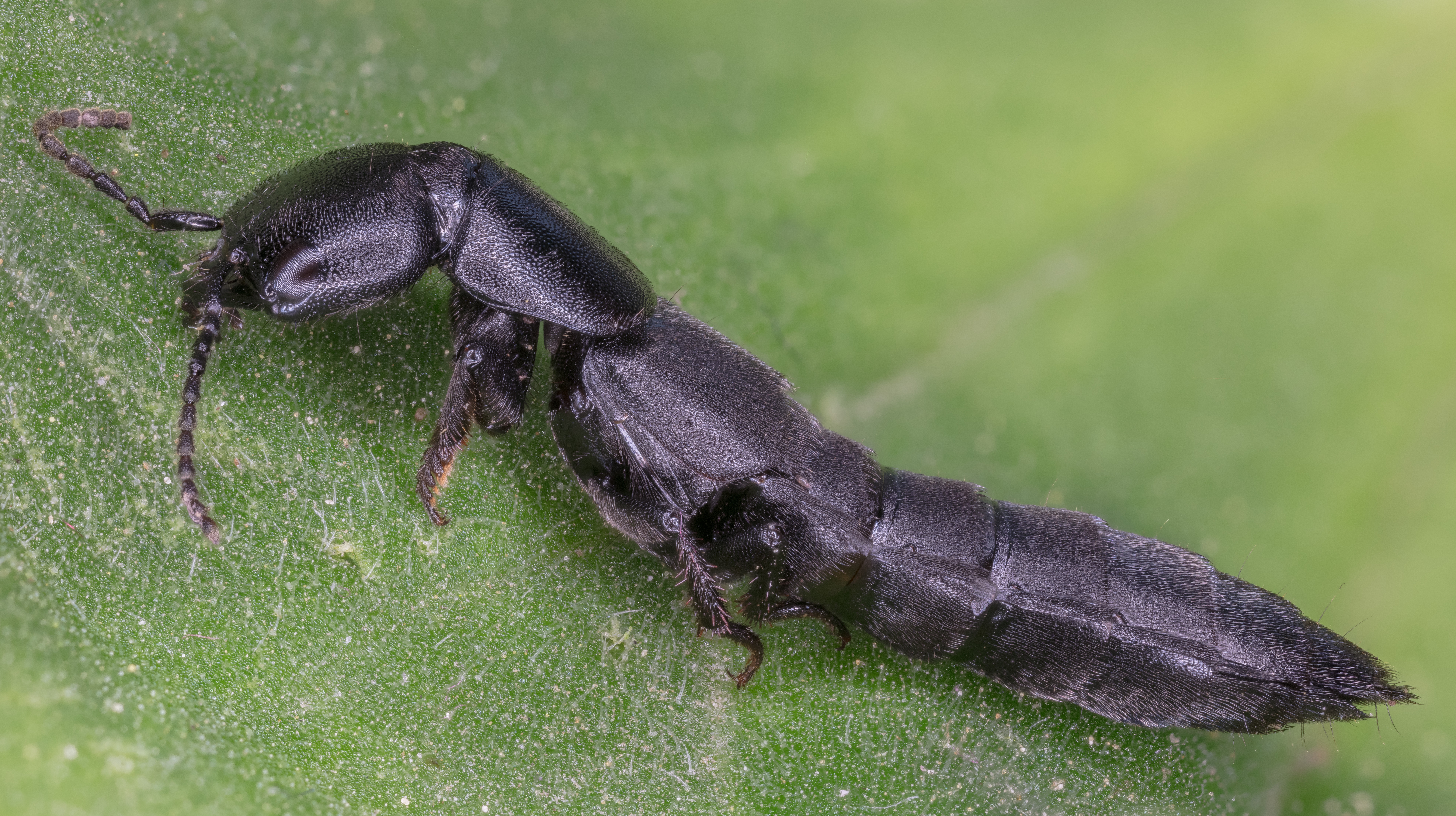
Vista íntegra.
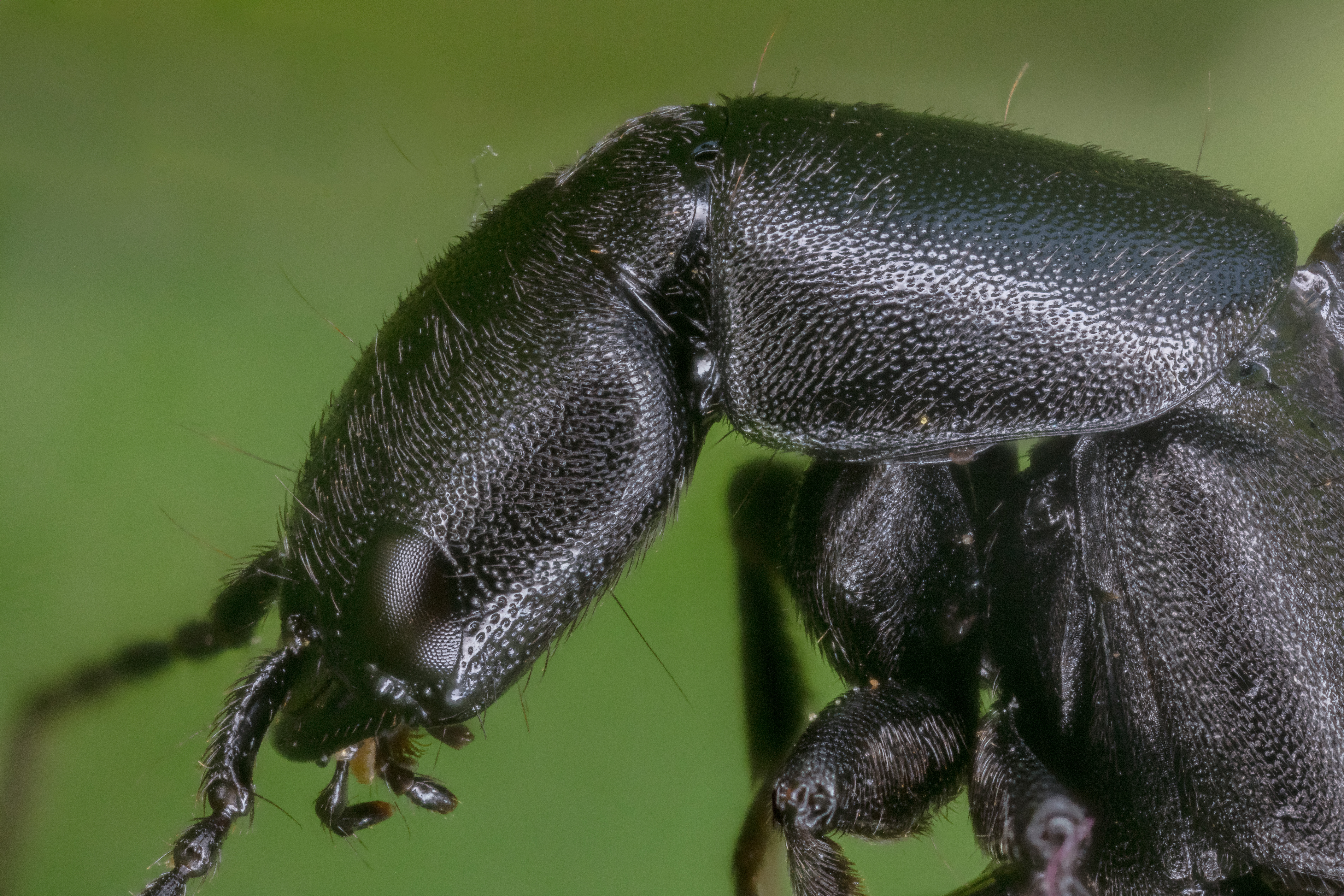
Detalle de la cabeza, vista lateral.
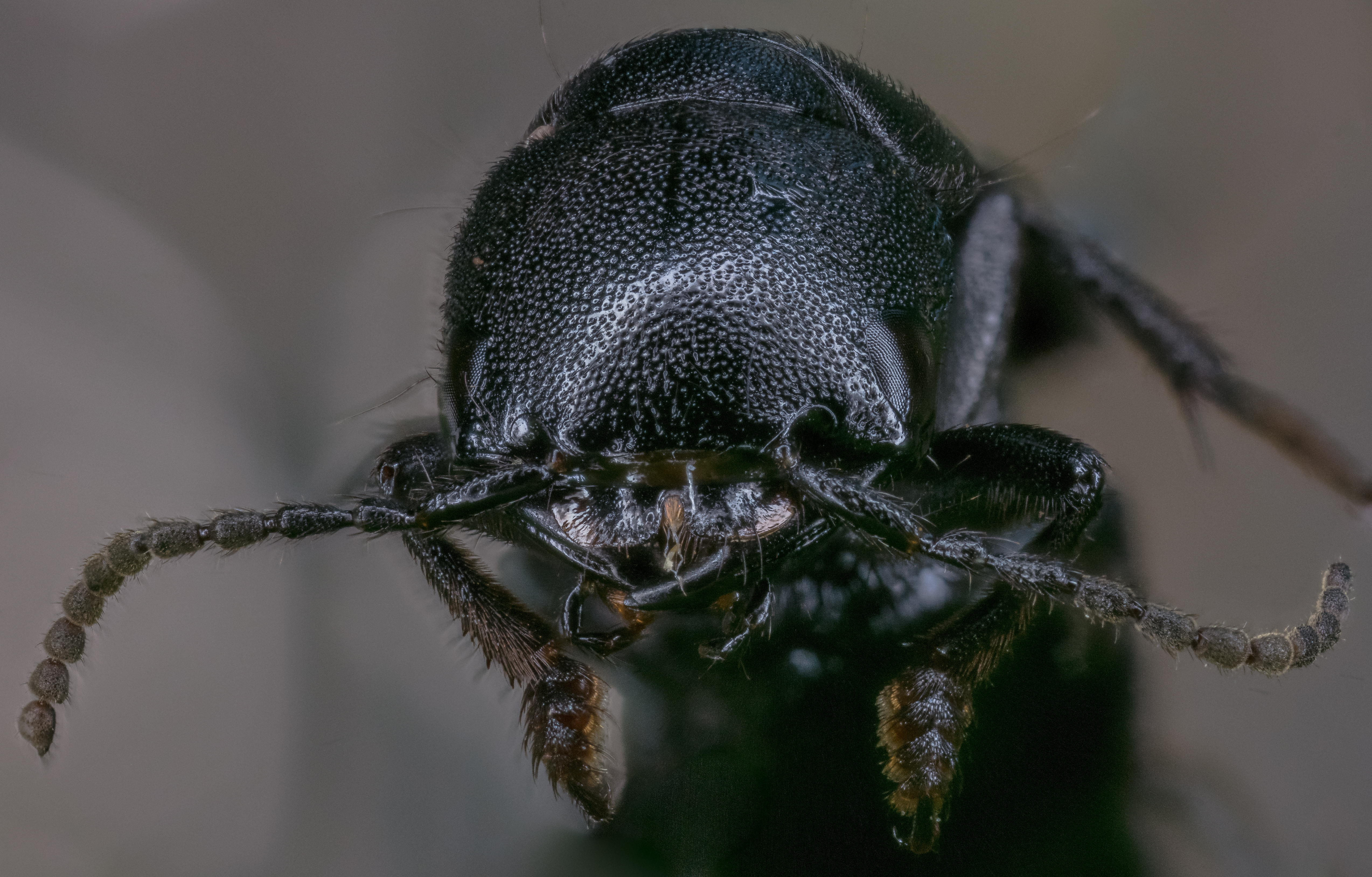
Detalle de la cabeza, vista frontal.